# Jamhad

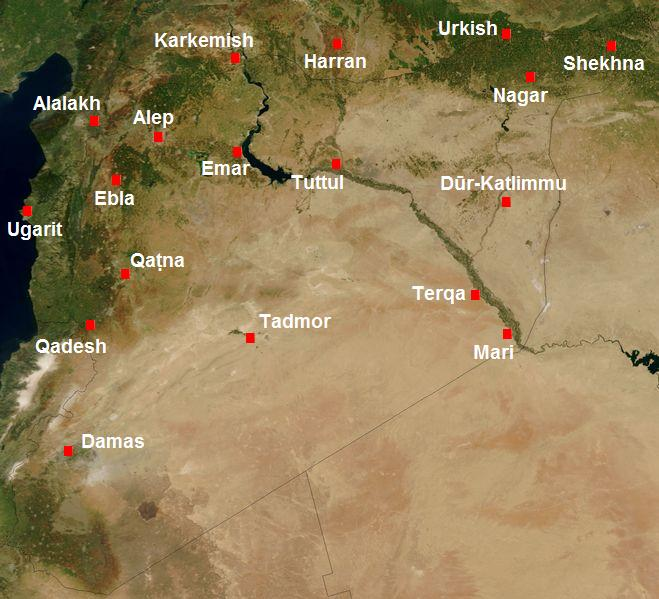
Szíria az i. e. 2. évezredben

Jamhad (Ja-am-ḫa-ad vagy Ja-am-a!-ad, Yāmḫad) ókori amorita királyság volt Szíriában, Halab (Ḫalap, Ḫalpa, ma Aleppó) központtal az i. e. 2. évezred első felében. Jelentős hurri népessége is volt.

## Története
Jamhad felemelkedését a kereskedelem tette lehetővé, az akkádok által meggyengített Ebla szerepét vette át a térségben. Halap (a mai Aleppó) városa az Egyiptom, Mezopotámia, Anatólia és a Földközi-tenger térsége közötti távolsági kereskedelem egyik fontos átrakóhelye volt. Az i. e. 2. évezred elején királya nagykirálynak nevezte magát, és több alkirály tartozott az uralma alá.
Az i. e. 19. század végén jó kapcsolatot tartott fenn a mári uralkodóházzal, Jaggid-Limmel és Jahdun-Limmel. Jamhad királya ekkoriban I. Jarimlím volt, aki lányát Jahdum-Lim fiához, Zimrí-Limhez adta feleségül. Jamhad vetélytársa a tőle délre eső Katna volt, a mári uralkodóházé viszont a terkai uralkodóház, Ila-kabkabi és utódai, ahonnan I. Samsi-Adad is származott. Amikor Samsi-Adad – Katnával szövetségben, ahonnan ő házasodott – elfoglalta Márit, és kiirtotta Jahdun-Lim családját, akkor csak Zimrí-Lim menekült meg, aki apósához, a halabi udvarba menekült. Itt tartózkodott, amíg vissza nem szerezte Mári trónját Samsi-Adad halála után.
Jamhad területén ekkoriban a Samsi-Adad által fiának Jaszmah-Adadnak – aki mári királya volt apja életében – írt levelében rabbaiaknak nevezett nomádok, a „jaminiak fivérei” éltek többek között, azaz Jamhad is keveréke volt a letelepedett és nomád államnak, ahogy Mári és Asszíria is ebben az időben.
Az állam megalakulását követően a térség legerősebb és leggazdagabb állama volt, ami az Óbabiloni Birodalom kialakulásáig tartott. Jamhadot az i. e. 16. században a hettiták pusztították el. Egy évszázadon keresztül hettita territórium volt, majd az I. Murszilisz halálát követő zavaros periódusban megjelentek a hurrik a térségben. Mitanni kihasználta a megdöntött Óbabiloni Birodalom okozta mezopotámiai gyengeséget és a Hettita Birodalom átmeneti hanyatlását és Nyugat-Mezopotámiában és Észak-Szíriában jelentős pozíciókat foglalt. Ezek között volt Aleppó is. A hurri hegemóniát Egyiptom rendítette meg.
Jamhad már korábban két részre szakadt, megalakult Mukis királysága. Mukis i. e. 1375-ig három nagyhatalom, Mitanni, a Hettita Birodalom és Egyiptom ütközőterülete volt. Az i. e. 14. században sikerült visszafoglalniuk Aleppót is és a királyi ház visszaköltözött oda.
I. Szuppiluliumasz szíriai hadjárataival Halap a hettiták uralma alá került, majd a Hettita Birodalom bukása után egy újhettita állam központja volt, az Alalah–Ugariti Királyságé.